# زن اغواگر (فیلم ۱۹۹۱)
زن اغواگر (به انگلیسی: Femme Fatale) فیلمی محصول سال ۱۹۹۱ و به کارگردانی آندره آر. گاتفرویند است. در این فیلم بازیگرانی همچون کالین فرث، بیلی زین، اسکات ویلسون، لیسا زین، لیسا بلونت، کارمین کاریدی، دنی ترخو و کاترین ای. کولسن ایفای نقش کرده‌اند.